# Фарыкин, Владимир Петрович
Владимир Петрович Фарыкин (8 октября 1929, Ковров — май 1962, Вуокса) — советский футболист, вратарь. Мастер спорта СССР (1951).

## Биография
Воспитанник ковровского футбола. В 1949 году выступал за дубль московского «Спартака», в 1949—1950 — за «Зенит» Ковров. В 1950 году перешёл в клуб МВО, в составе которого в 1952 году дебютировал в классе «А» — с 1951 года команда представляла город Калинин.
В 1953—1960 годах выступал за ленинградские команды «Динамо» (1953), «Трудовые резервы» (1954—1956), «Зенит» (1957), ЛТИ (1958—1959), «Адмиралтеец» (1960). В 1957 году участвовал в матче, приведшем к «ленинградскому футбольному бунту». В 1961 году провёл шесть игр в составе таллинского «Калева».
Всего на высшем уровне чемпионата СССР провёл 8 сезонов (1952—1957, 1960—1961 — 89 игр).
Фарыкин страдал от алкогольной зависимости, что и привело его к смерти — в мае 1962 года он утонул в реке Вуоксе. Похоронен на Ново-Волковском кладбище.

### Прозвища
В ковровском «Зените» имел прозвище Фыря, а в ленинградском — Пирожок.

## Достижения
- Финалист Кубка СССР: 1951